# Ndolou
Ndolou ist ein Departement in der Provinz Ngounié in Gabun und liegt im Südwesten des Landes. Das Departement hatte 2013 etwa 5700 Einwohner.

## Gliederung
- Mandji